# Mănăstirea Ravanica
Mănăstirea Ravanica (în sârbă Манастир Раваница, cu alfabetul latin: Manastir Ravanica) este o mănăstire ortodoxă sârbă situată pe munții Kučaj, în apropierea satului Senje, în comuna Ćuprija din Serbia Centrală. A fost construită în perioada 1375-1377 ca o donație a prințului Lazar al Serbiei, care este îngropat acolo. Biserica Ravanica este numită locul de naștere al noului curent artistic "Școala Morava" datorită caracteristicilor sale arhitecturale și artistice. Ea reprezintă o combinație originală între stilul Muntele Athos și modelul cu cruce în formă de patrulater cu cinci cupole, care a devenit standard în timpul regelui Milutin.
Ravanica a fost declarată Monument de Cultură de Importanță Excepțională în 1979 și este protejată de Republica Serbia.

## Istorie
Construită între anii 1375 și 1377, Ravanica este faimoasa donație a prințului Lazar, unde acesta a fost înmormântat după moartea sa în bătălia de la Kosovo. De atunci, Ravanica a devenit o destinație pentru pelerini și un important centru al activităților culturale și adunărilor pentru poporul sârb. Mănăstirea a fost asaltată și deteriorată de turcii otomani de mai multe ori: în 1386, 1398 și 1436.
În timpul războiului mare, după cea de-a doua asediere a Vienei în 1683, un număr de călugări au fost uciși de soldații otomani. În anul 1690, călugării au luat cu ei relicvele prințului Lazar, care a fost canonizat, în timp ce fugau de asaltul turcesc. Abia în anul 1717, când preotul Stefan - singurul supraviețuitor rămas - s-a întors la Ravanica și a găsit mănăstirea jefuită și pustie, călugării au început să se întoarcă. Cu ajutorul localnicilor, Stefan a restaurat mănăstirea și a adăugat un nou pridvor.
Ravanica a suferit asalturi repetate în timpul revoluției sârbe din începutul secolului al XIX-lea, iar ca rezultat, au avut loc noi restaurări în mijlocul secolului al XIX-lea.
În timpul celui de-al Doilea Război Mondial, mănăstirea a fost din nou violată și desacralizată - de această dată de forțele germane de ocupație - când arhimandritul său, Makarije, a fost arestat, torturat și ucis pe 24 februarie 1943.

## Arhitectură
Biserica mănăstirii este dedicată Înălțării lui Isus și a fost fortificată cu un zid defensiv puternic cu șapte turnuri, din care doar o parte este păstrată. Biserica Ravanica este primul monument al școlii Morava din arta medievală sârbă. Planul său are forma unui trifoi mărit, cu o cupolă cu nouă laturi în centrul și cu cupole octogonale mai mici deasupra colțurilor. Există 62 de ferestre. Biserica a fost construită din rânduri alternante de piatră și cărămizi. Decorarea valoroasă din ceramică utilizează modele geometrice, motive florale și forme zoomorfe și antropomorfe.